# Miklos Molnar
Miklos Jon Molnar (Copenhague, Dinamarca, 10 de abril de 1970) es un exfutbolista danés con ascendencia húngara. Se desempeñaba como delantero. Fue internacional con la selección de fútbol de Dinamarca durante 10 años.

## Clubes
| Club                | País           | Año         | Partidos | Goles |
| Hvidovre IF         | Dinamarca      | 1987 - 1988 | 31       | 7     |
| BK Frem             | Dinamarca      | 1989        | 26       | 14    |
| Standard de Lieja   | Bélgica        | 1990 - 1991 | 41       | 16    |
| Servette FC         | Suiza          | 1991 - 1992 | 34       | 18    |
| AS Saint-Étienne    | Francia        | 1992 - 1994 | 19       | 2     |
| Lyngby BK           | Dinamarca      | 1994        | 18       | 6     |
| FSV Frankfurt       | Alemania       | 1994 - 1995 | 20       | 12    |
| Herfølge BK         | Dinamarca      | 1995 - 1996 | 21       | 10    |
| Lyngby BK           | Dinamarca      | 1996 - 1997 | 38       | 29    |
| Sevilla FC          | España         | 1997 - 2000 | 44       | 16    |
| Kansas City Wizards | Estados Unidos | 2000        | 17       | 12    |
| Boldklubben 1908    | Dinamarca      | 2011        | 1        | 0     |

- Datos: Q942744